# San Pedro Sochiápam
San Pedro Sochiápam är en kommun i Mexiko.   Den ligger i delstaten Oaxaca, i den sydöstra delen av landet, 300 km sydost om huvudstaden Mexico City.
Följande samhällen finns i San Pedro Sochiápam:
- San Juan Zapotitlán
- El Retumbadero